# Molnár (családnév)
A Molnár régi magyar családnév. Eredetileg foglalkozásnév volt, jelentése:  az étkezéshez szükséges magvak őrlését végző mesterember. Hasonló családnevek: Liszt, Lisztes, Malmos, Őrlő. 2020-ban a nyolcadik leggyakoribb családnév volt Magyarországon. 103 379 személy viselte ezt a vezetéknevet.

## Más nyelvekben
- Magnaio – olaszul
- Melnicsar (Мелничар) – bolgárul
- Melnyik (Мельник) – oroszul, ukránul
- Meunier – franciául
- Miller – angolul
- Mlinar, Mlinar (Млинар) – horvátul, szlovénül és szerbül
- Mlynár – szlovákul
- Mlynář – csehül
- Młynarz, Młynarski, Młynarik, Młynarczyk, Młynarzewski – lengyelül
- Moleiro – portugálul
- Molenaar – hollandul
- Molinero – katalánul
- Molinero – spanyolul
- Moraru – románul
- Müller – németül

## Híres Molnár családok
- Molnár család (parnói), Zemplén vármegyei család[3]
- Molnár család (felapáti), Bihar vármegyei család[4]
- Molnár család (meszlényi), váci család[4]
- Molnár család (péterfalvi), Zala vármegyei család[4]
- Molnár család (károlyfejérvári), erdélyi család[4]
- Molnár család (borosjenői), erdélyi család[4]
- Molnár család (bágyoni), erdélyi család[4]
- Molnár család (alsócsernatoni), erdélyi család[4]
- Molnár család (somogyi), erdélyi család[5]
- Molnár család (illyefalvi), erdélyi család[5]

## Híres Molnár nevű személyek

### Képzőművészet
- Molnár Edit (1933) fotóművész
- Pentelei Molnár János (1878–1924) festőművész
- Molnár Péter (1925–2000) Ybl Miklós-díjas építész

### Színház és filmművészet
- Molnár Gál Péter (1936–2011) színikritikus, újságíró, dramaturg, színháztörténész
- Molnár György (1830–1891) színész, rendező és színigazgató
- Molnár Piroska (1945) Kossuth-díjas színésznő
- Molnár Tibor (1921–1982) Kossuth-díjas színész

### Zene
- Molnár Antal (1890–1983) zenetörténész
- Molnár György (1949) gitáros, zeneszerző

### Politika
- Molnár Csaba (1975) jogász, politikus

### Sport
- Molnár Anikó (1974) válogatott labdarúgó
- Molnár Endre (1945) olimpiai bajnok vízilabdázó
- Molnár Imre (1949–2019) Európa-bajnoki bronzérmes tornász
- Molnár István (1913–1983) olimpiai bajnok vízilabdázó
- Molnár János (1931–2000) válogatott labdarúgó, az 1957–1958-as idény gólkirálya
- Molnár Tamás (1975) olimpiai bajnok vízilabdázó

### Tudomány
- Molnár Erik (1894–1966) Kossuth-díjas történész
- Molnár Éva (1927–2019) művészettörténész
- Molnár Károly (1944–2013) Széchenyi-díjas gépészmérnök, egyetemi tanár
- Molnár Tamás (1921–2010) Széchenyi-díjas filozófus